# تيموثي دونيلي
تيموثي دونيلي (بالإنجليزية: Timothy Donnelly)‏ هو شاعر أمريكي، ولد في 3 يونيو 1969 في بروفيدنس في الولايات المتحدة.

## وصلات خارجية
- تيموثي دونيلي على موقع إن إن دي بي (الإنجليزية)